# Didier Hoyer
Didier Hoyer (Boulogne-sur-Mer, 3 febbraio 1961) è un ex canoista francese.

## Palmarès
- Giochi olimpici

Los Angeles 1984: bronzo nel C2 1 000 metri.
Barcellona 1992: bronzo nel C2 1 000 metri.
- Mondiali - Velocità

Montreal 1986: bronzo nel C1 10 000 metri.
Plovdiv 1989: argento nel C2 1 000 metri, argento nel C2 10 000 metri.
Parigi 1991: argento nel C2 1 000 metri, bronzo nel C2 500 metri.
Copenaghen 1993: argento nel C2 1 000 metri.